# Kozlovice (Dél-plzeňi járás)
Kozlovice település Csehországban, a Dél-plzeňi járásban. Kozlovice Polánka, Mileč, Kramolín, Neurazy és Nepomuk településekkel határos. Lakosainak száma 99 fő (2024. január 1.).

## Népesség
A település lakosságának változását az alábbi diagram mutatja:
| Lakosok száma | 305  | 286  | 298  | 197  | 114  | 87   | 91   | 88   | 96   | 99   |
|               | 1869 | 1890 | 1921 | 1950 | 1980 | 2001 | 2017 | 2019 | 2022 | 2024 |